# Zoo de Munich
Le Zoo de Munich (en allemand : Tierpark Hellabrunn) est un parc zoologique allemand situé en Bavière, à Munich. Présentant ses animaux dans un ordre géographique, non systématique, c'est aussi le plus vieux « géozoo » dans le monde. Il abrite non seulement des animaux typiques (éléphants, girafes, rhinocéros, ours blancs, gorilles), mais des espèces très menacées (drills, daims de Perse, gazelles de Mhorr),. Le zoo se caractérise par son emplacement proche de la nature dans la zone paysagère protégée près de l'Isar, et il est traversé de nombreux canaux qui limitent les enclos. C'était à Hellabrunn que les frères Lutz et Heinz Heck (directeur du zoo de 1927 à 1969) ont fait des efforts pour reconstituer l'aurochs.

## Historique

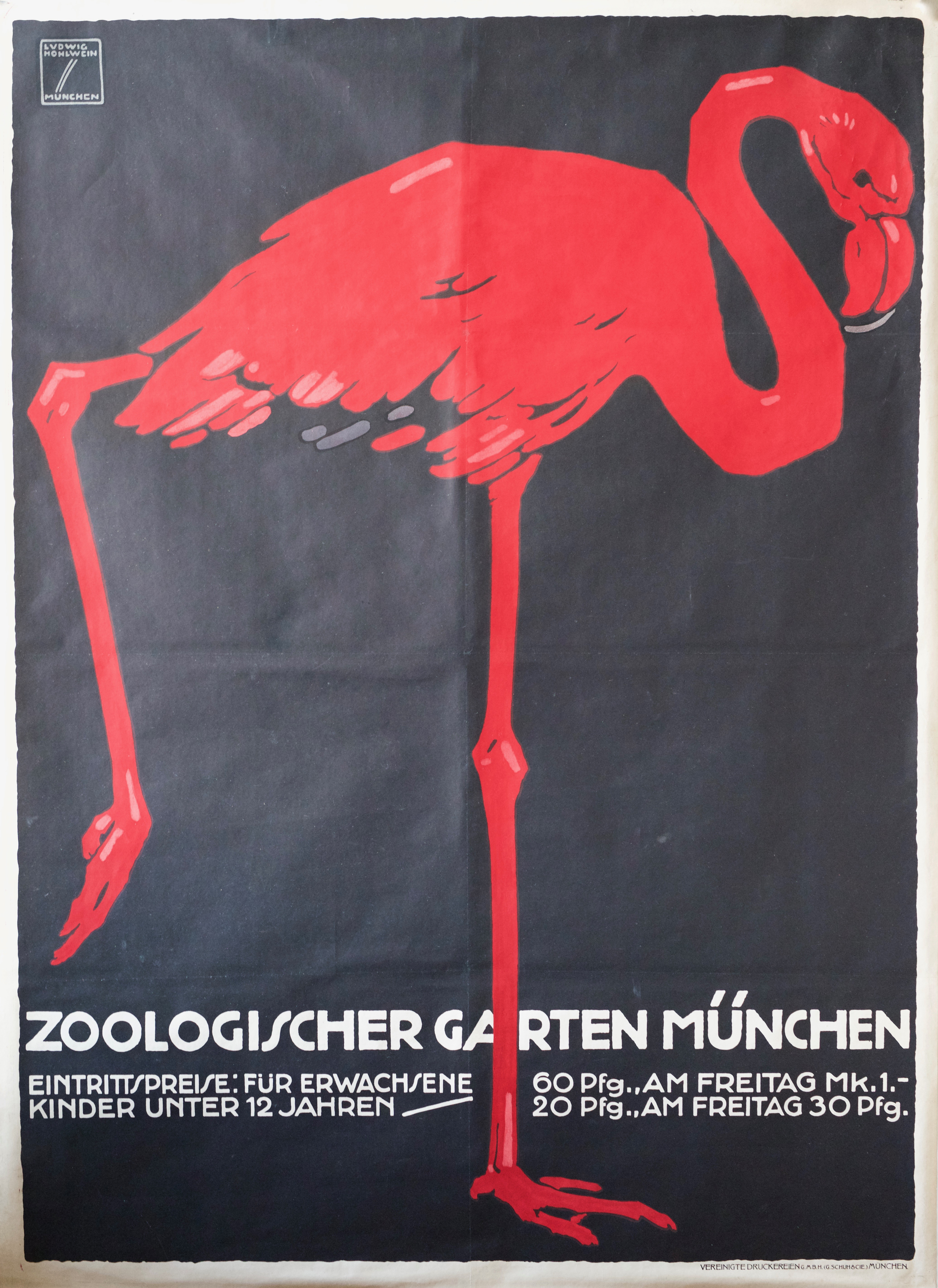
Publicité de Ludwig Hohlwein (1912).

À l'origine, une partie du site était un moulin du XIVe siècle. Ce moulin d'Untergiesinger, situé plus au sud, a été démoli en 1902, ce qui a permis la création d'un zoo pour Munich. Le parc animalier a ouvert ses portes le 1er août 1911. Au cours de la Seconde Guerre mondiale, le zoo a été lourdement endommagé par des bombes et de nombreux animaux ont été victimes des raids aériens. C'est pourquoi il a dû fermer en 1944. En mai 1945, le zoo a été rouvert.

## Aujourd'hui
En 2017, le zoo abritait 18943 animaux représentant 767 espèces,. Le Tierpark Hellabrunn est très actif dans les projets d'élevage, de réintroduction et de conservation.
Plus de 2,5 millions de personnes ont visité Hellabrunn en 2018.
En 2013, le zoo a été classé 4ème meilleur zoo d'Europe,.

## Installations
Le zoo est situé dans le district d'Untergiesing-Harlaching. Intégrée à la zone de conservation du paysage de l’est de l’Isar-Auen, une forêt européenne typique de plaine inondable, il couvre 40 hectares de forêt préservée sur le site.
Avec ses 25 ponts sur différents cours d'eau et canaux, le zoo de Munich est parfois appelé « Venise des zoos ». De nombreux enclos sont délimités par des cours d'eau naturels ou des douves, et non par des cages, afin que le visiteur puisse avoir un regard sans obstacle sur les animaux. Comme le niveau des eaux souterraines est ici assez élevé et que l'eau est de très bonne qualité, le zoo peut couvrir ses besoins en eau douce en utilisant ses propres puits.

## Faune présentée
Il se concentre sur la conservation et l’élevage en captivité d’espèces rares telles que le rare drill et les gibbons argentés. Des gorilles, des girafes, des éléphants, des bisons des bois, des wapitis et des renards arctiques ont également été élevés avec succès dans le zoo, qui abrite de nombreuses espèces. C’est l’un des rares zoos qui permet aux visiteurs d’amener des chiens.

### Attractions
- La maison de l’éléphant : Construite en 1914, rénovée de 2011 à 2016
- La nouvelle maison de la jungle qui abrite des gorilles, des chimpanzés, des singes Diana et des alligators américains
- Gibbons argentés rares mais acrobatiques, singes araignées
- La nouvelle maison de la savane où les visiteurs ne sont séparés que par un mur de verre des girafes
- L’aquarium avec l’alimentation des piranhas
- « Villa de Dracula » : les chauves-souris volent autour des visiteurs
- Beaucoup d’autres bâtiments comme le « Polarium »

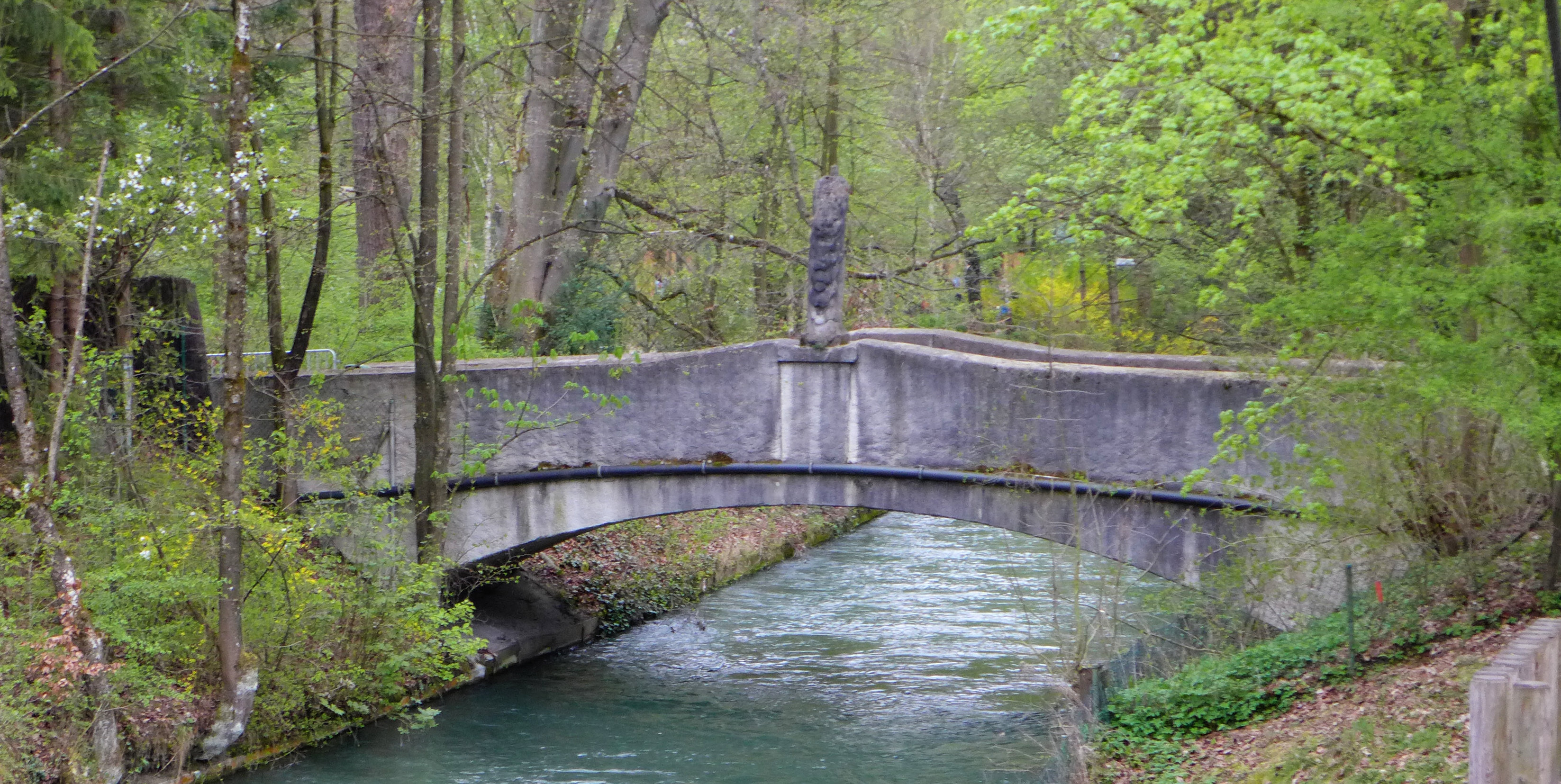
Pont sur l'un des canaux, au zoo.
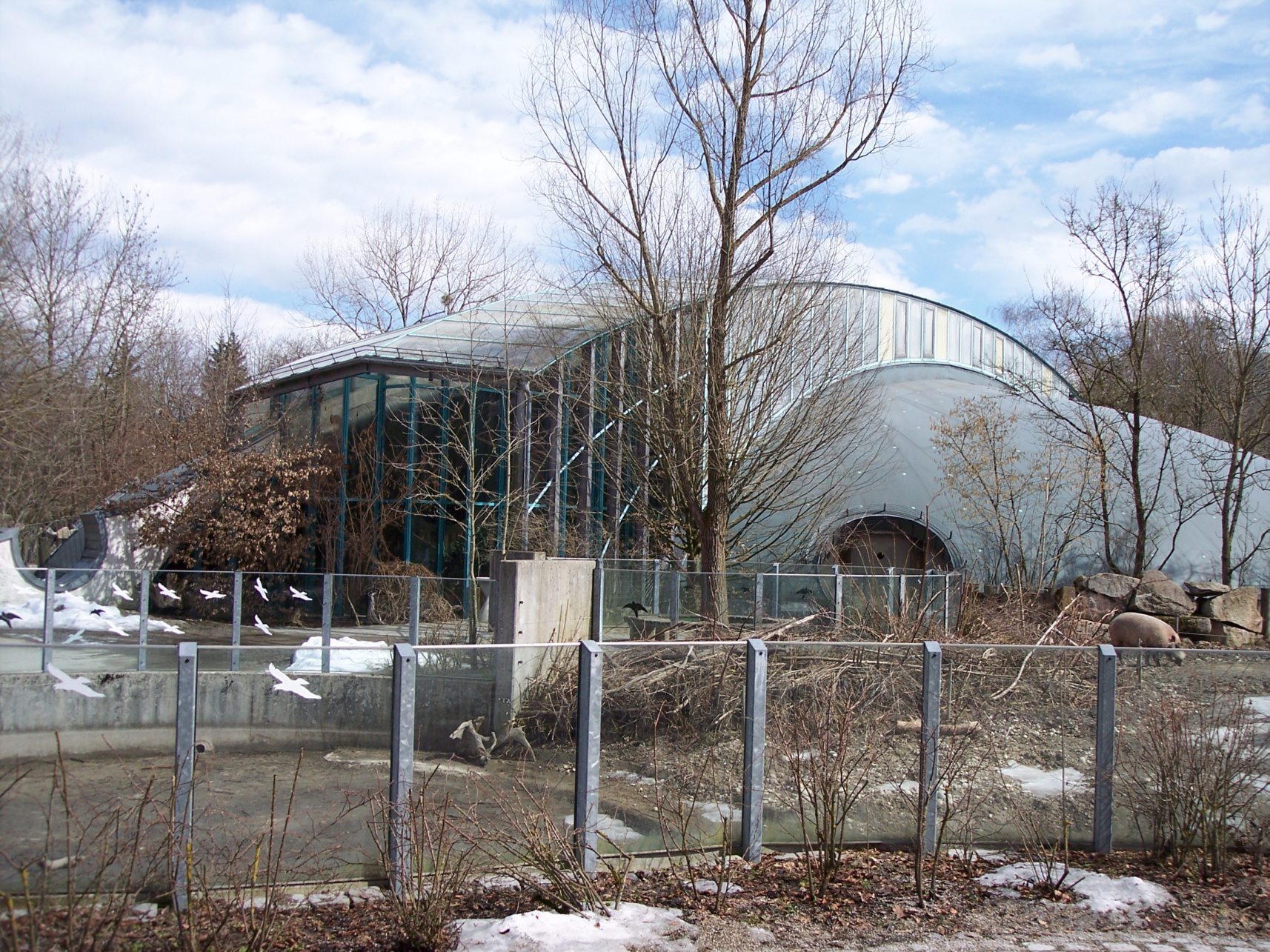
Enclos des rhinocéros.
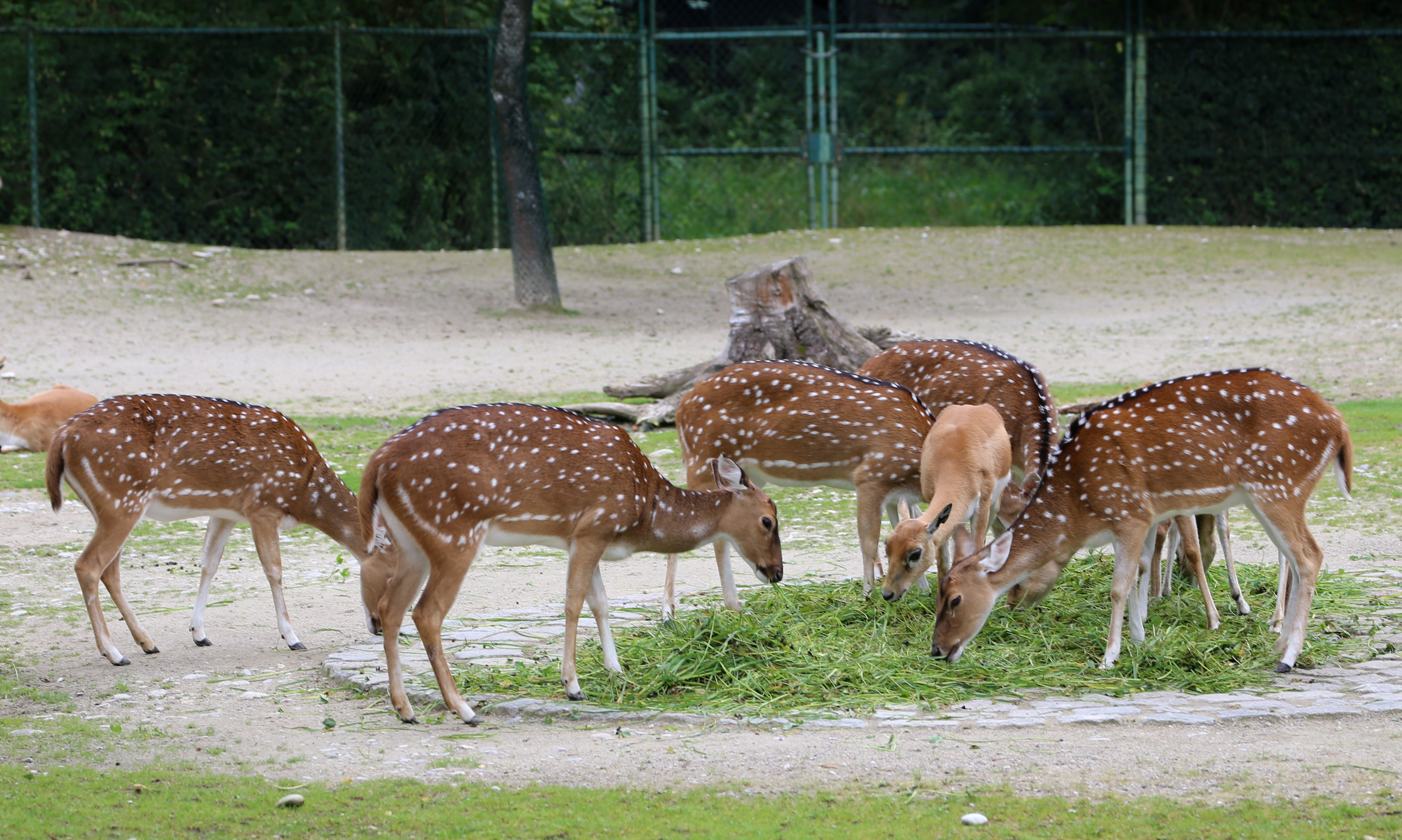
Cerfs axis.
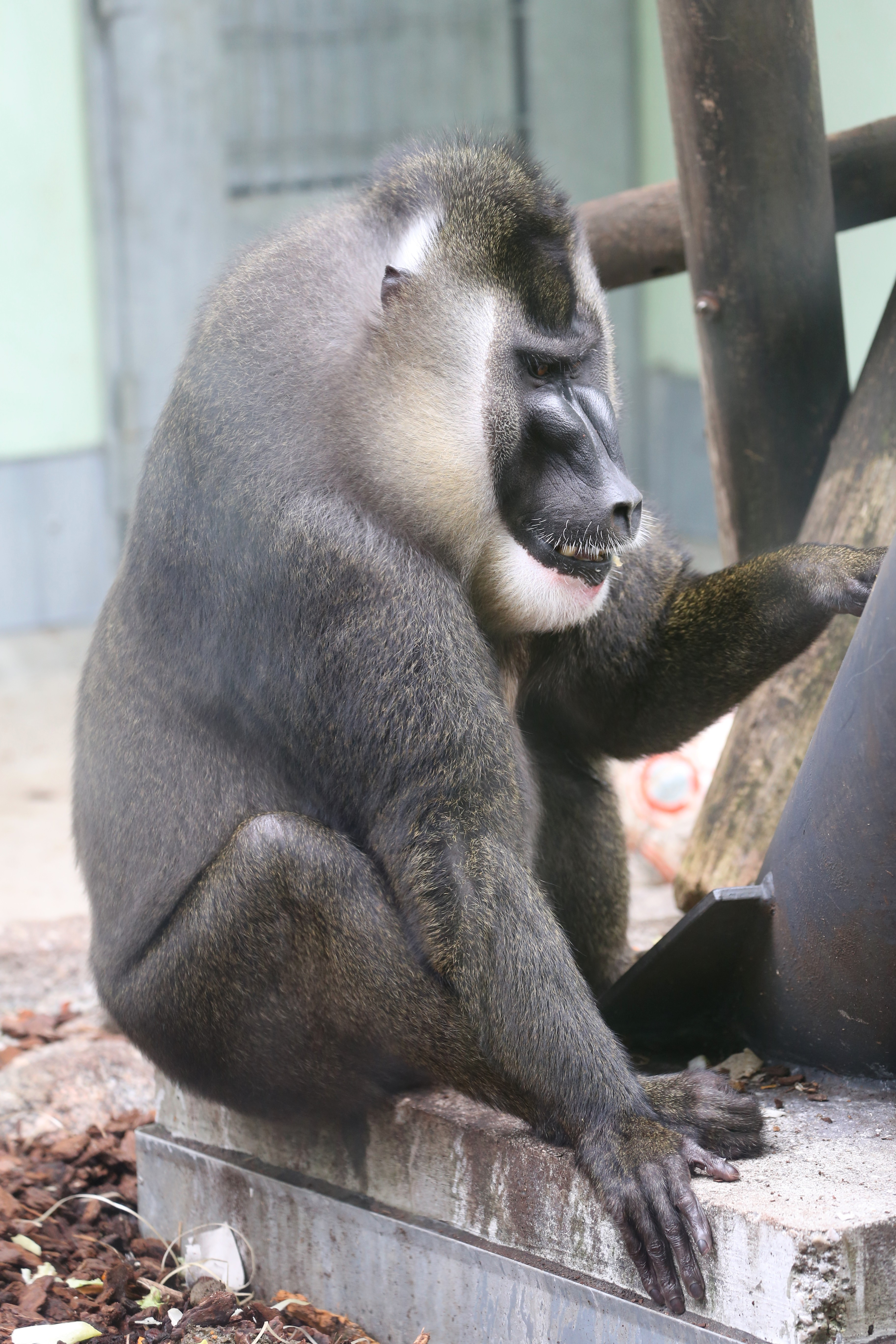
Drill.
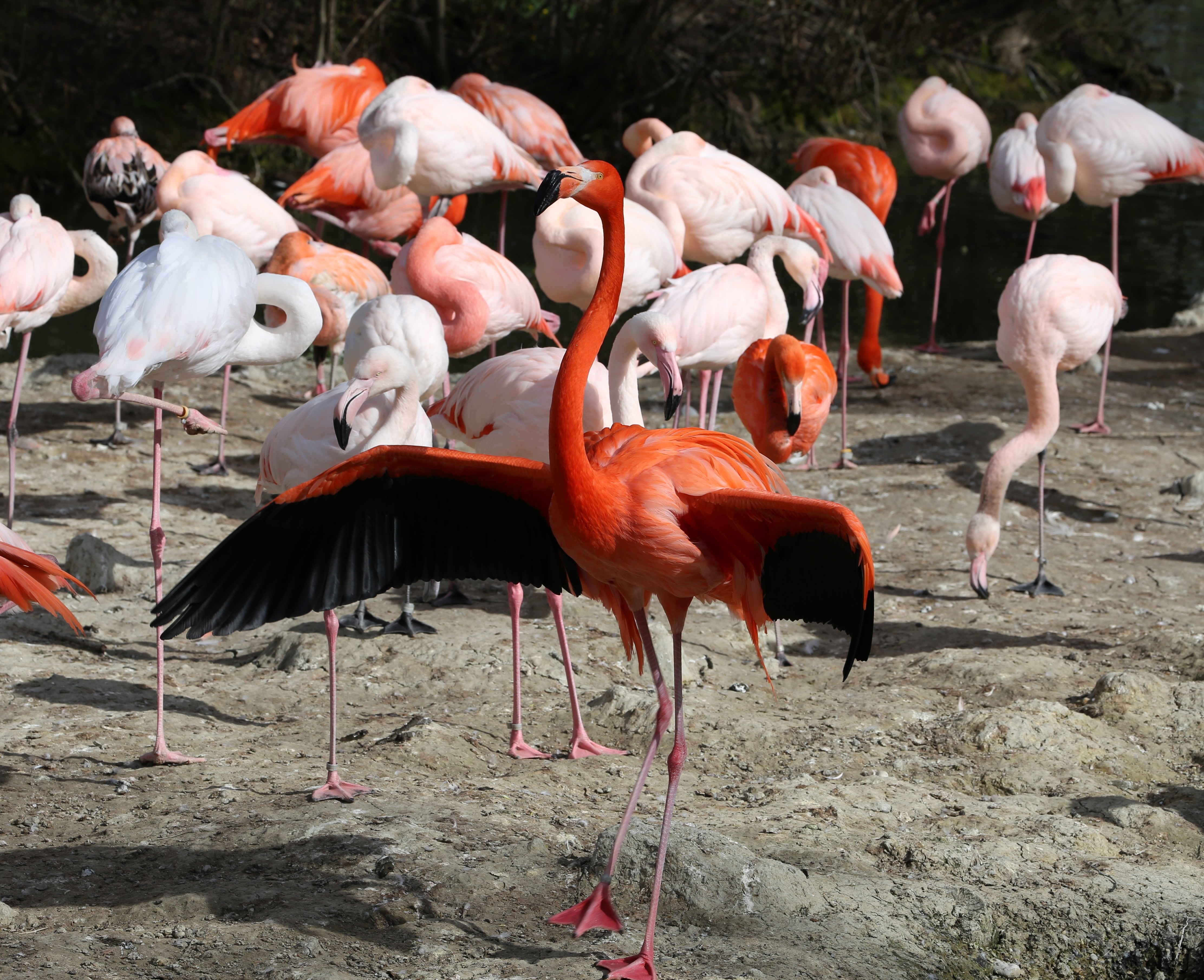
Flamants.
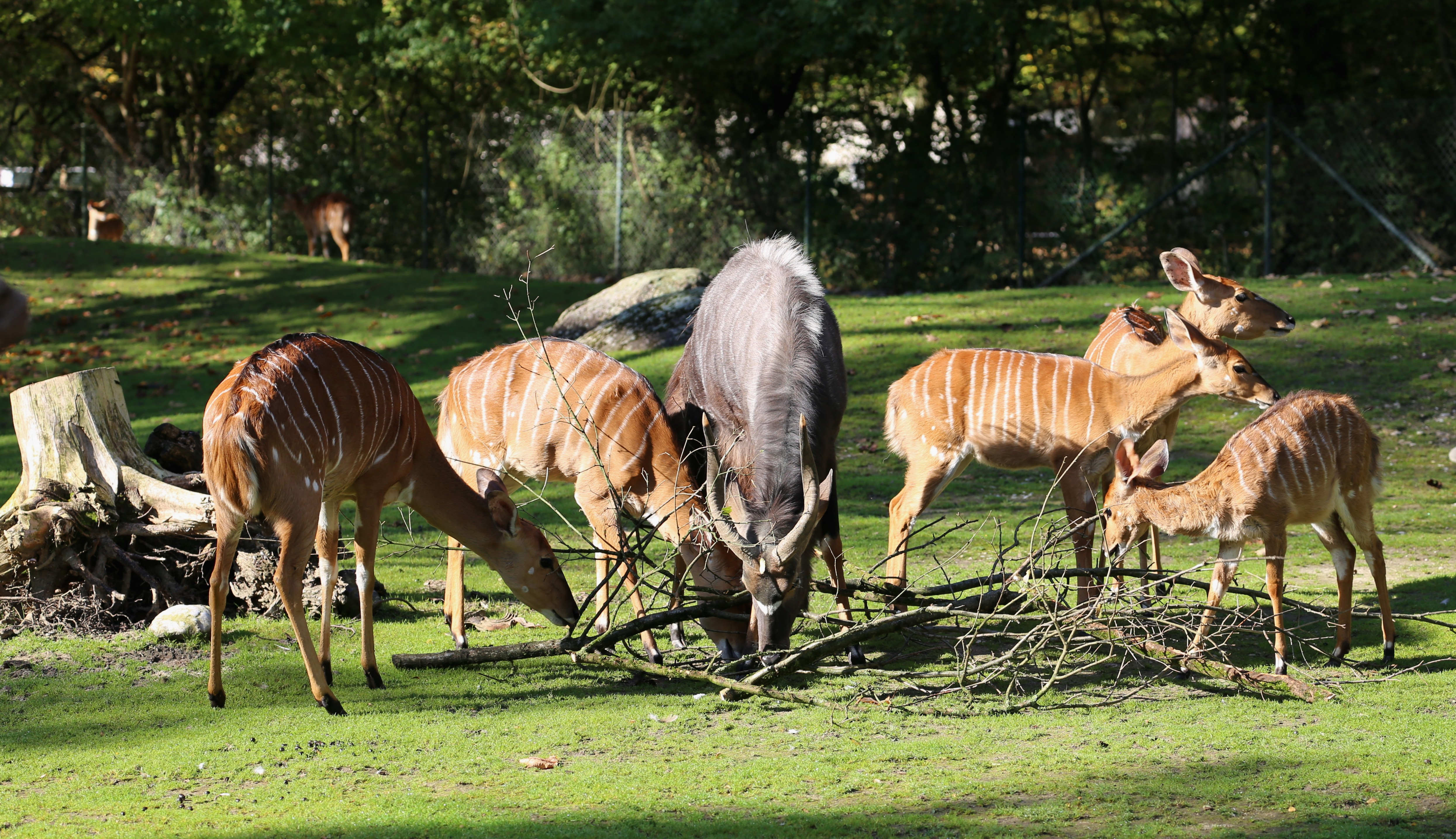
Antilopes nyalas.